# Bùi Thị Lan Phương
Bùi Thị Lan Phương (sinh năm 1967) là tướng lĩnh trong Quân đội nhân dân Việt Nam, hàm Thiếu tướng, là nữ tướng thứ 6 trong Quân đội nhân dân Việt Nam, hiện giữ chức Ủy viên Ủy ban Kiểm tra Quân ủy Trung ương.

## Thân thế sự nghiệp
Năm 2013, được bổ nhiệm giữ chức Trưởng ban Ban Phụ nữ Quân đội
Năm 2018, được bổ nhiệm giữ chức Phó Chính ủy Binh chủng Thông tin Liên lạc
Năm 2020, được bổ nhiệm giữ chức Ủy viên chuyên trách Ủy ban Kiểm tra Quân ủy Trung ương